# Aarón Anselmino
Aarón Anselmino (Bernardo Larroudé, 29 de abril de 2005) é um futebolista argentino que atua como zagueiro. Atualmente defende o Chelsea.

## Carreira
Nascido em Bernardo Larroudé, na província de La Pampa, Anselmino passou por Juventud Unida e Sportivo Realicó antes de ser descoberto por Diego Mazzilli, um reconhecido descobridor de talentos no futebol argentino, em 2014. Em 2017 chegou para as categorias de base do Boca Juniors, vencendo a Evo Cup (torneio criado em homenagem ao ex-presidente da Bolívia, Evo Morales) em 2022 derrotando o River Plate na decisão.
Em junho de 2023, o zagueiro assinou seu primeiro contrato profissional com a equipe Xeneize, e poucas horas depois faria sua estreia contra o Lanús, substituindo Bruno Valdez no empate por 1 a 1, e em janeiro de 2024, Anselmino renovaria o contrato com o Boca até dezembro de 2028.
Em agosto de 2024, o Chelsea anunciou a contratação de Anselmino por 15,6 milhões de libras e o manteve emprestado ao Boca Juniors por uma temporada. Após 18 partidas durante o período em que ficou emprestado, o zagueiro foi integrado ao time principal dos Blues em janeiro de 2025, mas não foi relacionado para nenhum jogo do Chelsea no restante da temporada.
Anselmino fez sua estreia como jogador do Chelsea em junho de 2025, substituindo Levi Colwill aos 118 minutos do segundo tempo da prorrogação na vitória por 4 a 1 sobre o Benfica, pelas oitavas-de-final da Copa do Mundo de Clubes da FIFA. Com apenas 2 minutos em campo, o zagueiro foi um dos jogadores de linha com menos tempo disputado na competição.

## Títulos
Chelsea
- Mundial de Clubes FIFA: 2025[18]